# 結節間路
結節間路（けっせつかんろ、英: internodal pathway）または結節間伝導路（英: internodal conduction pathway、英: internodal tract）とは、心房内で分岐する三つの伝達経路の総称。
それぞれ前結節間路(Anterior Internodal Tract)、中結節間路（Middle Internodal Tract）、後結節間路（Posterior Internodal Tract）という。

## 機能
洞房結節により惹起した興奮が結節間路を通って房室結節に到達する。